# Мангарева
Мангарева — найбільший із островів Гамб'є, які входять в архіпелаг Туамоту (Французька Полінезія).
Перші мешканців острова, полінезійці, прибули на острів у XII столітті. На Мангареві збереглося багато давньополінезійських археологічних пам'яток.
Нащадки давніх поселенців — мангаревці спілкуються місцевою мангаревською мовою.
Імовірно, що першим європейцем, який відкрив цей острів, є англійський пірат Едвард Девіс, який помітив Мангереву в 1687 році. Згодом, 24 березня 1797 року, острів було відкрито ще раз, цього разу це був англійський мореплавець Чарльз Вілсон.
Висадився на острові вперше серед європейців британський капітан Фредерік Бічі (Frederick W. Beechey), який відвідав острів у 1826 році.
Острів поділяється на шість округів: Рікітеа (Rikitea), Кіріміро (Kirimiro), Гатаваке (Gatavake), Атітуїті (Atituiti), Акапуту (Akaputu) і Таку (Taku).
Головне селище острова — Рікітеа, де знаходиться й адміністративний центр округу Гамб'є.
Місцеві мешканці переважно займаються тваринництвом та виловом перлин.